# خبانی
خبانی (به چکی: Chbany) یک منطقهٔ مسکونی در جمهوری چک است که در ناحیه خوموتوو واقع شده‌است. خبانی ۲۷٫۸۸ کیلومتر مربع مساحت و ۶۱۷ نفر جمعیت دارد و ۲۸۳ متر بالاتر از سطح دریا واقع شده‌است.